# Angelo Maggi
Angelo Maggi Mariotti (Roma, 16 dicembre 1955) è un attore, doppiatore e direttore del doppiaggio italiano.

## Biografia
Laureato in biologia presso la Sapienza - Università di Roma, nel 1979 è tra i primi allievi della Bottega Teatrale di Firenze diretta da Vittorio Gassman ed esordisce nell'opera Fa male, il teatro di Luciano Codignola con Vittorio Gassman, poi in Enrico IV di Pirandello con Giorgio Albertazzi per la regia di Antonio Calenda, Il mercante di Venezia di Shakespeare e L'avaro di Plauto con Mario Carotenuto e I ragazzi irresistibili con Vittorio Caprioli. Tra le produzioni cinematografiche ha partecipato a Sapore di mare, di Carlo Vanzina e nel successivo Sapore di mare 2 - Un anno dopo, di Bruno Cortini. Successivamente è protagonista di Zero in condotta, di G. Carnimeo. Recita quindi in Mi faccia causa di Steno e Il coraggio di parlare di Leandro Castellani. In televisione ha partecipato a fiction Rai e Mediaset, tra cui Il maresciallo Rocca, Distretto di Polizia, Il capitano e Questa è la mia terra ed è stato Pio XII in Paolo VI - Il papa nella tempesta.
Come doppiatore, Maggi ha prestato voce a John C. McGinley nel ruolo del dottor Perry Cox nella serie televisiva Scrubs - Medici ai primi ferri, Mark Harmon nel ruolo dell'agente speciale Leroy Jethro Gibbs in NCIS - Unità anticrimine, JAG - Avvocati in divisa, NCIS: Los Angeles e NCIS: New Orleans, Robert Downey Jr. nel ruolo di Tony Stark/Iron Man nel Marvel Cinematic Universe, Gary Oldman nel ruolo del commissario James Gordon ne Il cavaliere oscuro e Il cavaliere oscuro - Il ritorno di Christopher Nolan, il Commissario Winchester ne I Simpson, Bruce Willis in The Sixth Sense - Il sesto senso e in Unbreakable - Il predestinato, nonché a Tom Hanks in Cast Away, Prova a prendermi, Cloud Atlas, The Terminal e Il ponte delle spie. Tra gli attori doppiati, anche Hugh Grant, Tim Robbins, Timothy Hutton, Steve Guttenberg, Danny Huston, Jackie Chan, Rupert Everett, John Turturro.
In episodi successivi della serie animata I Simpson, presta la voce al commissario Clancy Winchester e al Reverendo Lovejoy, in sostituzione di Enzo Avolio. Per il personaggio di Lovejoy è stato poi sostituito da Nino D'Agata a partire dalla seconda parte dell'ottava stagione. Nel luglio 2008 ha vinto il premio "Leggio d'oro voce dell'anno". e interpreta Cesare Previti in 1994. Il 7 dicembre 2019 vince, per la sezione doppiaggio, il Premio Internazionale "Vincenzo Crocitti". Ha prestato la sua voce nel cortometraggio Agli eroi del nostro tempo, che celebrava gli operatori sanitari impegnati nella lotta alla pandemia da COVID-19.

## Filmografia

### Cinema
- Sapore di mare, regia di Carlo Vanzina (1982)
- Di padre in figlio, regia di Alessandro Gassmann e Vittorio Gassman (1982)
- Sapore di mare 2 - Un anno dopo, regia di Bruno Cortini (1983)
- Zero in condotta, regia di Giuliano Carnimeo (1983)
- Mystère, regia di Carlo Vanzina (1983)
- Mi faccia causa, regia di Steno (1984)
- Il coraggio di parlare, regia di Leandro Castellani (1987)
- Ascolta la canzone del vento, regia di Matteo Petrucci (2003)
- L'equilibrista con la stella, regia di Davide Campagna (2021)
- L’ospite, regia di Alberto De Grandis (2025)

### Televisione
- Aeroporto internazionale – serie TV (1985)
- Investigatori d'Italia – serie TV (1987)
- Il maresciallo Rocca – serie TV, episodio 1x06 (1996)
- L'impero, regia di Lamberto Bava – miniserie TV (2001)
- Distretto di Polizia – serie TV, episodio 2x11-6x16 (2001; 2006)
- L'amore non basta, regia di Tiziana Aristarco – miniserie TV (2005)
- Paolo VI - Il papa nella tempesta, regia di Fabrizio Costa – miniserie TV (2008)
- Il delitto di via Poma, regia di Roberto Faenza – film TV (2011)
- 1994 – serie TV, episodi 3x03-3x05 (2019)

## Doppiaggio

### Film
- Tom Hanks in Lo schermo velato, Cast Away, Prova a prendermi, The Terminal, La guerra di Charlie Wilson, Molto forte, incredibilmente vicino, Cloud Atlas, Captain Phillips - Attacco in mare aperto, Saving Mr. Banks, Ithaca - L'attesa di un ritorno, Il ponte delle spie, Sully, The Circle, The Post, Un amico straordinario, Greyhound - Il nemico invisibile, Elvis, Pinocchio, Non così vicino, Asteroid City, La trama fenicia
- Bruce Willis in The Sixth Sense - Il sesto senso, Unbreakable - Il predestinato, Bandits, Slevin - Patto criminale, Perfect Stranger, Disastro a Hollywood, Red, Setup, Catch .44, La fredda luce del giorno, Moonrise Kingdom - Una fuga d'amore, G.I. Joe - La vendetta, Red 2, Rock the Kasbah, G.I. Joe - Ever Vigilant, Split, First Kill, Il giustiziere della notte - Death Wish, Glass, Motherless Brooklyn - I segreti di una città, Midnight in the Switchgrass - Caccia al serial killer, Cosmic Sin, Survive the Game, White Elephant - Codice criminale, Fortress - La fortezza, Detective Knight - La notte del giudizio, Detective Knight - Giorni di fuoco, Detective Knight - Fine dei giochi, Assassin
- Robert Downey Jr. in Iron Man, L'incredibile Hulk, Tropic Thunder, Il solista, Iron Man 2, The Avengers, Iron Man 3, Avengers: Age of Ultron, Captain America: Civil War, Spider-Man: Homecoming, Avengers: Infinity War, Avengers: Endgame, Dolittle, Oppenheimer
- John Turturro in Clockers, Il prezzo della libertà, Fratello, dove sei?, Tredici variazioni sul tema, Transformers, Miracolo a Sant'Anna, Transformers - La vendetta del caduto, Transformers 3, Gigolò per caso, Transformers - L'ultimo cavaliere, The Batman
- Danny Huston in Birth - Io sono Sean, The Aviator, The Constant Gardener - La cospirazione, I figli degli uomini, Number 23, X-Men le origini - Wolverine, Robin Hood, The Warrior's Way, Attacco al potere 3 - Angel Has Fallen
- Jackie Chan in Rush Hour - Due mine vaganti, Spia per caso, Colpo grosso al drago rosso - Rush Hour 2, Lo smoking, Rush Hour - Missione Parigi, Chinese Zodiac, Skiptrace - Missione Hong Kong, The Foreigner, Iron Mask - La leggenda del dragone
- Gary Oldman in Tiptoes, Il cavaliere oscuro, Il mai nato, Il cavaliere oscuro - Il ritorno, Lawless, RoboCop, Apes Revolution - Il pianeta delle scimmie, Hunter Killer - Caccia negli abissi
- David Thewlis in Le crociate - Kingdom of Heaven, The New World - Il nuovo mondo, Il bambino con il pigiama a righe, The Lady - L'amore per la libertà, La teoria del tutto
- Steve Guttenberg in Facoltà di medicina, Donne amazzoni sulla Luna, Zeus e Roxanne - Amici per la pinna, Matrimonio a 4 mani, Casper - Un fantasmagorico inizio
- Tim Robbins in S.Y.N.A.P.S.E. - Pericolo in rete, Codice 46, La vita segreta delle parole, Ember - Il mistero della città di luce, Lanterna Verde
- Bruce Greenwood in La diva Julia - Being Julia, Star Trek, Flight, Into Darkness - Star Trek, Truth - Il prezzo della verità
- Don Cheadle in Codice: Swordfish, Crash - Contatto fisico, Hotel Rwanda, Traitor - Sospetto tradimento
- Steve Coogan in Philomena, Quel che sapeva Maisie, The Dinner, Il professore e il pazzo, Stanlio & Ollio
- Liev Schreiber in Sfera, Al vertice della tensione, Il velo dipinto, Defiance - I giorni del coraggio
- Rupert Everett in Shakespeare in Love, Sogno di una notte di mezza estate, Sai che c'è di nuovo?, Hysteria
- Colin Salmon in Il domani non muore mai, Il mondo non basta, La morte può attendere
- Stephen Dillane in The Hours, Il più bel gioco della mia vita, Goal!, Goal II - Vivere un sogno
- Tim Roth in Invincibile, Dark Water, Un'altra giovinezza, Grace di Monaco
- Hugh Grant in Notting Hill, Love Actually - L'amore davvero, American Dreamz
- John C. McGinley in Svalvolati on the road, La battaglia dei sessi, La vendetta di Carter
- Steve Coulter in Insidious, Oltre i confini del male - Insidious 2, Insidious 3 - L'inizio
- Mark Harmon in Promessa d'amore, Non te ne puoi andare - And Never Let Her Go, Quel pazzo venerdì, sempre più pazzo
- Andy Secombe in Star Wars: Episodio I - La minaccia fantasma, Star Wars: Episodio II - L'attacco dei cloni
- Jared Harris in Il curioso caso di Benjamin Button, Shadowhunters - Città di ossa
- Josh Brolin in Milk, Wall Street - Il denaro non dorme mai
- Daniel Auteuil in 36 Quai des Orfèvres, Una top model nel mio letto
- Aaron Eckhart in Paycheck
- Ben Shenkman in Partnerperfetto.com
- Boris McGiver in Lincoln
- Christoph Waltz in Carnage
- Christopher McDonald in Flubber - Un professore fra le nuvole
- David Aston in Matrix
- Jerry O'Connell in Piranha 3D
- Dennis Quaid in Lontano dal paradiso
- Denzel Washington in Hurricane - Il grido dell'innocenza
- Robert Duvall nei ridoppiaggi de Il padrino e Il padrino - Parte II
- Dermot Mulroney in The Grey
- Edwin Wright in Guns Akimbo
- Fabio Armiliato in To Rome with Love
- Clarence Gilyard Jr. In Trappola di cristallo
- François Cluzet in Quasi amici - Intouchables
- Fred Armisen in I Love Shopping
- Gary Sinise in Ransom - Il riscatto
- James Nesbitt in Bloody Sunday
- James Spader in Jack's Back, The Blacklist
- Jason Lee in Nemico pubblico
- Jeremy Northam in Il diritto di uccidere
- Ken Watanabe in Memorie di una geisha
- Kevin J. O'Connor in The Master
- Linus Roache in Amore senza confini - Beyond Borders
- Mark Pellegrino in Analisi di un delitto
- Marton Csokas in Il Signore degli Anelli - La Compagnia dell'Anello
- Michael Biehn in The Rock
- Mike Judge in Spy Kids 2 - L'isola dei sogni perduti
- Nicholas Farrell in Othello
- Nicky Katt in Insomnia
- Ralph Fiennes in The Reader - A voce alta, The Invisible Woman
- Al Sapienza in La grande scommessa, xXx - Il ritorno di Xander Cage
- Rhys Ifans in Snowden
- Richard C. Castellano in Terapia e pallottole
- Ronald Falk in Star Wars: Episodio II - L'attacco dei cloni
- Roscoe Orman in Le avventure di Elmo in Brontolandia
- Steve Buscemi in Unico testimone
- Peter Stormare in John Wick - Capitolo 2
- Ted Levine in Shutter Island
- Tim Preece in L'uomo nell'ombra
- Ulrich Mühe in Le vite degli altri
- Vincent Laresca in Romeo + Giulietta di William Shakespeare
- Tony Leung Ka-Fai in Azzardo mortale
- Zbigniew Zamachowski in Tre colori - Film bianco
- Harrison Ford in Guerre stellari (ed.1997)
- Claes Bang in The Northman
- Ray Romano in Fly Me to the Moon - Le due facce della Luna
- Jeff Goldblum in Wicked
- Yamaji Saburò in Zatōichi
- Guy Pearce in The Brutalist

### Film d'animazione
- Scimmia in Kung Fu Panda, Kung Fu Panda 2, Kung Fu Panda 3
- Abraham Van Helsing in Hotel Transylvania 3 - Una vacanza mostruosa, Hotel Transylvania - Uno scambio mostruoso
- Kaneda in Akira
- padre in Polar Express
- Sig. Harrington in I Robinson - Una famiglia spaziale
- Commissario Winchester e Tom Hanks in I Simpson - Il film
- Regista in Bolt - Un eroe a quattro zampe
- Schwaiger in Lissy - Principessa alla riscossa
- Il pappagallo in Space Dogs
- Georges in Ernest & Celestine
- Tony Stark/Iron Man in Iron Man: Rise of Technovore
- Giovanni Battista Caproni in Si alza il vento
- Michael Stone in Anomalisa
- Padre di Azur in Azur e Asmar
- Agente McIntosh in Wallace & Gromit - La maledizione del coniglio mannaro, Wallace & Gromit - Le piume della vendetta
- Martin Braddock in Pompo, la cinefila
- Sceriffo Woody in Toy Story 4
- Chickos in Argonuts - Missione Olimpo
- Il mago in L'elefante del mago

### Serie televisive
- Mark Harmon in JAG - Avvocati in divisa, NCIS - Unità anticrimine, NCIS: New Orleans, NCIS: Origins
- John C. McGinley in Scrubs - Medici ai primi ferri, Chicago P.D., Burn Notice - Duro a morire
- James Spader in The Practice - Professione avvocati, The Blacklist
- Željko Ivanek in Dr. House - Medical Division, The Walking Dead: Dead City
- Joe Pantoliano in Storie incredibili The Last of Us
- Hugo Speer in Padre Brown, The Musketeers
- Toby Stephens in Black Sails, Dieci piccoli indiani
- Iain Glen in Il Trono di Spade, Il diario di Anna Frank
- Damian Lewis in Life
- Treat Williams in Everwood
- Mark Pellegrino in Supernatural
- Michael Beach in Crisis
- Fred Weller in In Plain Sight - Protezione testimoni
- Oliver Stritzel in Last Cop - L'ultimo sbirro
- Bill Gates in The Big Bang Theory[6]
- Tom Hanks in 30 Rock
- Billy Ray Cyrus in Hannah Montana
- Brett Cullen in I ragazzi della prateria
- Nestor Serrano in E.R. - Medici in prima linea
- John Turturro in Il nome della rosa
- Bradley Walsh in Doctor Who
- Steve Guttenberg in Poseidon - Il pericolo è già a bordo
- Stanley Tucci in E.R. - Medici in prima linea
- William Baldwin in Hawaii Five-0
- Jack Coleman in Castle
- Jason O'Mara in Grey's Anatomy
- Lars Mikkelsen in Sherlock
- Iván Hernández in Devious Maids - Panni sporchi a Beverly Hills
- Steven Weber in iZombie
- Timothy Hutton in Le regole del delitto perfetto
- Christopher Shyer in V
- Tim Robbins in Silo
- Jeff Goldblum in Kaos
- Gary Oldman in Slow Horses
- James Spader in The Blacklist

### Serie animate
- Commissario Winchester (2ª voce e principale, dall'ep.5.5) e Reverendo Lovejoy (ep.5.22) in I Simpson
- Tony Stark / Iron Man in What If...?, Il vostro amichevole Spider-Man di quartiere
- Scimmia in Kung Fu Panda - Mitiche avventure
- Roberto Sedinho in Holly & Benji Forever
- Smiley in Il fiuto di Sherlock Holmes
- Clark Kent/Superman in Superman (stagioni 1-2)
- Yotsuya (1ª voce) in Cara dolce Kyoko
- Takashi Kasuga in Capricciosa Orange Road (doppiaggio Dynamic Italia)
- Ryo Nagare in Il Grande Mazinga contro Getta Robot, Il Grande Mazinga contro Getta Robot G, UFO Robot Goldrake, il Grande Mazinga e Getta Robot G contro il Dragosauro
- Guile in Street Fighter II V
- Gaia in Mobile Suit Gundam GQuuuuuuX
- Jeremy (2ª vers. italiana) in Jenny la tennista
- Il nonno di Dorothy in Il mago di Oz

### Televisione
- Rick Dore in Due macchine da soldi
- Robin Thomas in Halloweentown - Streghe si nasce
- Mark Harmon in Non te ne puoi andare - And Never Let Her Go

### Videogiochi
- Kronk in Le follie dell'imperatore (2000)[7]
- Commissario Winchester in I Simpson - Il videogioco (2007)
- Alpha in Up (2009)[8]
- Alan Grant in Jurassic World Evolution: Ritorno al Jurassic Park (2019),[9] Jurassic World Evolution 2: Dominion Blosyn Expansion (2022)[10]
- Simon Masrani in Jurassic World Evolution 2 (2021)[10]

## Riconoscimenti
La Musa d'Oro 2023: Premio Nerd Show Bologna